# Resolució 1466 del Consell de Seguretat de les Nacions Unides
La Resolució 1466 del Consell de Seguretat de les Nacions Unides fou adoptada per unanimitat el 14 de març de 2003.
Després de reafirmar totes les resolucions sobre la situació entre Eritrea i Etiòpia, particularment la Resolució 1434 (2002), el Consell va ampliar el mandat de la Missió de les Nacions Unides a Etiòpia i a Eritrea (UNMEE) fins al 15 de setembre de 2003.

## Resolució

### Observacions
El Consell de Seguretat va reafirmar el seu suport al procés de pau entre els dos països i el paper que juga la UNMEE per facilitar la implementació de l'acord d'Alger i la decisió de la Comissió Fronterera sobre la frontera recíproca. Va donar la benvinguda als progressos realitzats tant per Etiòpia com per Eritrea en el procés de pau i va instar els dos països a complir les seves obligacions en virtut del dret internacional, inclosos el dret internacional humanitari, els refugiats i la legislació de drets humans.
El procés de pau va entrar en una etapa crucial i el Consell va expressar la seva preocupació per les violacions del model Status of Forces Agreement signat per Etiòpia i acordat per Eritrea; va subratllar que la pau es podria assolir a través de l'aplicació de l'acord d'Alger i les decisions de la Comissió de Fronteres.

### Actes
La resolució va ampliar el mandat de la UNMEE a l'actual nivell de tropes de 4.200 d'acord amb la Resolució 1320 (2000). Es va instar a ambdues parts a complir els seus compromisos en virtut de l'acord d'Alger i a complir plenament les decisions de la Comissió de Fronteres, expressant la seva preocupació en les incursions al límit meridional de la Zona de Seguretat Temporal. També es va demanar a les parts que cooperessin amb la UNMEE, protegissin el personal de les Nacions Unides i la seva llibertat de moviment i establissin un corredor aeri entre les capitals d'Addis Abeba i Asmara per reduir els costos de la missió.
El Consell va afirmar la capacitat de la UNMEE de vigilar el compliment per Etiòpia i Eritrea de les seves responsabilitats, i va assenyalar la seva educació i els seus esforços en desminatge. Es va instar a les dues parts a continuar els debats sobre transferències territorials, informar a les seves poblacions sobre el procés de demarcació i les seves conseqüències, i abstenir-se de moviments unitaris de tropes i població o establiment d'assentaments propers a la frontera entre Etiòpia i Eritrea. El Consell examinarà els progressos realitzats en l'aplicació dels compromisos i responsabilitats abans esmentats i determinarà les implicacions per a la UNMEE.
La resolució va expressar la seva preocupació per la contínua sequera i la situació humanitària en ambdós països i va instar els dos països a adoptar mesures de foment de la confiança i mesures per normalitzar les seves relacions diplomàtiques.